# Paulí Collado i Martínez
Paulí Collado i Martínez (Barcelona, 9 de febrer de 1932 – Cornellà de Llobregat, 31 de agost de 2021) fou un escultor català en forja.

## Biografia

### Joventut i orígens
Paulí Collado va néixer a les Corts de Barcelona l'any 1932 després que els seus pares decidissin abandonar Conca l'any 1922 en busca d'un futur millor a la Ciutat Comtal. De conviccions republicanes, la victòria franquista en acabar la Guerra Civil Espanyola va deixar la família en una difícil situació i va desencadenar-ne el trasllat a Esplugues de Llobregat l'any 1944.
Vuit anys després, Collado va conéixer a Cornellà de Llobregat la dona que seria la seva muller, Núria Vives Espel (natural de Sallent). En casar-s'hi el 1957, ambdós es van instal·lar de manera definitiva al municipi cornellanenc, en el qual Collado va començar a treballar primer en una fàbrica de màquines d'escriure, posteriorment en una empresa de làmpades, després en una companyia d'assegurances i, finalment, en el taller del seu sogre fent reixes, finestres i baranes de ferro.

### Desenvolupament de l'art de la forja

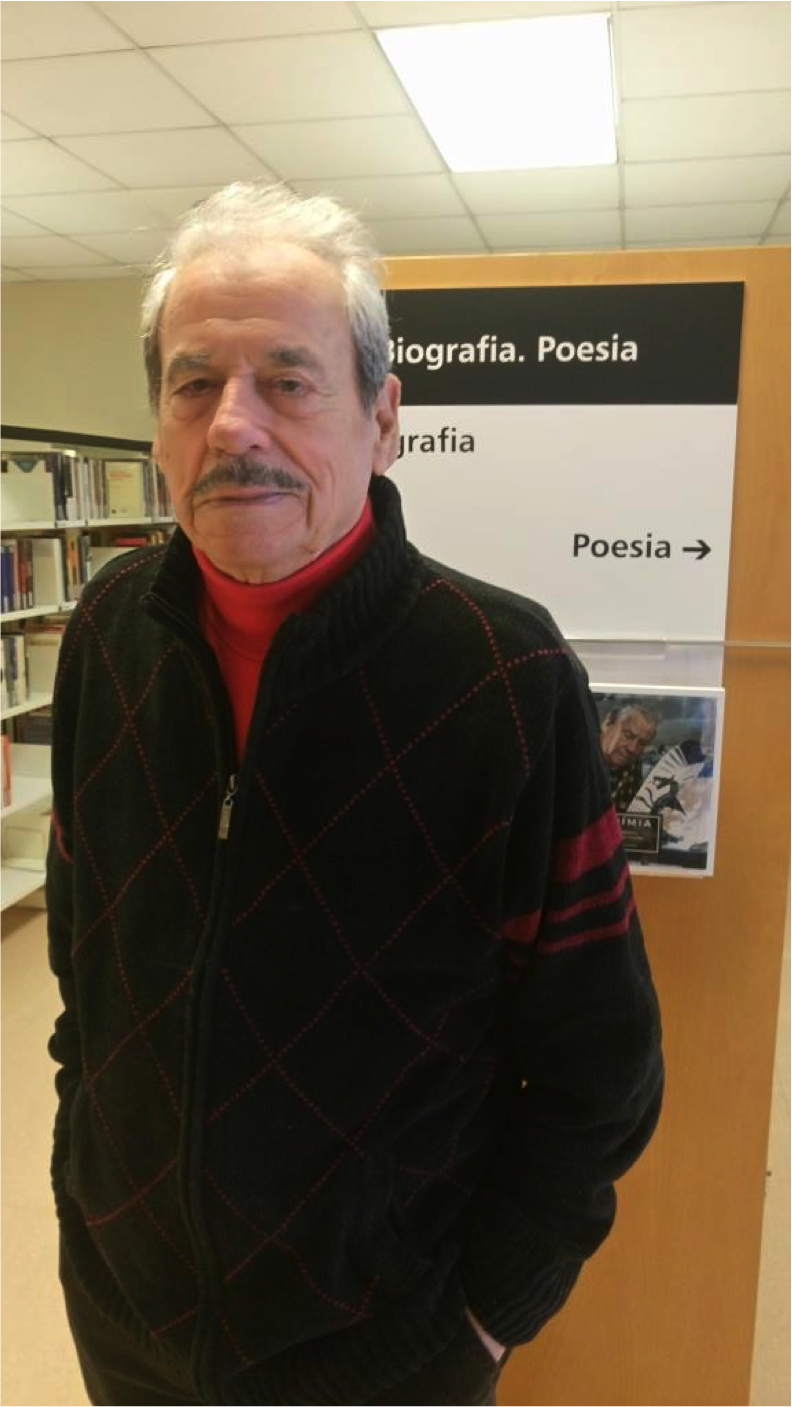
Paulí Collado a la Biblioteca Central de Cornellà.

Gràcies al seu sogre, Paulí Collado va entrar en contacte amb el món del ferro i va esmerçar-se en millorar el taller amb diverses reformes que van convertir l'establiment en el definitiu Ferros Artístics Paulí. Un cop el seu sogre es va jubilar, la propietat va quedar al seu nom. Va ser llavors quan va començar a desenvolupar la seva trajectòria artística amb el sobrenom de “poeta del ferro” i se li va despertar la inquietud artística de dibuixar amb el ferro.
En aquella època, paral·lelament, ja era alumne del pintor Raimon Llort i Gaset, que tenia la seva acadèmia en una de les naus de la Fàbrica Bagaria, al barri cornellanenc d'El Pedró. Pintava quadres que després regalava a familiars i amics i amb el temps va decidir plasmar la seva pintura en el metall. Va convèncer el constructor d'un bloc de pisos a qui feia portes i finestres per fer també un mural de ferro a l'entrada —un fons marí. El mateix Collado va quedar meravellat de les possibilitats que oferia la escultura en ferro i de mica en mica la seva obra va migrar cap a un art caracteritzar per la sensació tàctil, de volum i de relleu feixuc en massa.

### Vida artística i cultural
Influenciat per Llort, Paulí va emprendre un ascens artístic que el va vincular amb entitats com el Patronat Cultural i Recreatiu, l'Orfeó Catalònia, el Círculo Artístico Literario Semillero Azul (del qual és l'autor del Trofeu de la Cultura que anualment atorga l'associació) i el Círculo Cultural Antonio Machado, entre d'altres. Seves són escultures emblemàtiques de Cornellà com la papallona de la plaça de Josep Tarradellas, l'eclipsi de la plaça del Sol i el pegàs de la plaça de Sant Ildefons. A banda de la forja, també es va dedicar durant tota la vida a la interpretació amateur durant més de 50 anys al Patronat i a l'Orfeó de la ciutat, en especial com a rapsode en l'àmbit del recital poètic. En l'àmbit audiovisual va gravar 14 curts i 4 llargmetratges, la majoria amb estudiants del Centre d'Estudis Cinematogràfics de Catalunya i entrats els anys 2000, amb els seus deixebles del grup Máscaras del Semillero Azul.
L'any 2009 va rebre la menció especial dels Premis Tespo a la trajectòria teatral amateur i va morir el 1r de setembre de 2021 a 89 anys.

## Obres destacades
Entre les obres més destacades de Paulí Collado s'hi troben:
- Papallona de la plaça de Josep Tarradellas (1987)[7]
- Pegàs de la plaça de Sant Ildefons (1992)
- Penell de l'Orfeó Catalònia (1999)
- Eclipsi de la plaça del Sol (2000)

A les Caves i Vins Pujol de Cornellà s'hi troba també una gran col·lecció d'obres de ferro forjat de Paulí Collado: dracs, cavalls, plantes, petits prínceps (personatges de Antoine de Saint-Exupéry), insectes, caretes i flors.